# Ee Mungu Nguvu Yetu
Ee Mungu Nguvu Yetu - Gud vår styrka - Kenyas nationalsång. Originaltexten är på språket swahili, men nationalsången finns även på engelska, då swahili är nationalspråk och engelska är officiellt språk i Kenya.

## Text
| Swahili | Engelska | Svenska (baserad på engelska översättningen) |
| --- | --- | --- |
| Eeh Mungu nguvu yetu Ilete baraka kwetu Haki iwe ngao na mlinzi Natukae na undugu Amani na uhuru Raha tupate na ustawi.   | Oh, God of all creation Bless this our land and nation May justice be our shield and defender May we dwell in unity Peace and liberty Plenty be found within our borders | Åh, all skapelses Gud Välsigne detta, vårt land och nation Må rättvisa vara vår sköld och beskyddare Må vi leva i enhet Fred och frihet Låt mycket av detta finnas innanför våra gränser |
| Amkeni ndugu zetu Tufanye sote bidii Nasi tujitoe kwa nguvu Nchi yetu ya Kenya Tunayoipenda Tuwe tayari kuilinda          | Let one and all arise With hearts both strong and true Service be our earnest endeavour, And our Homeland of Kenya, Heritage of splendour, Firm may we stand to defend   | Låt varenda en resa sig Med hjärtan starka och lojala Låt att tjäna bli vår strävan, Och låt oss vårt hemland Kenya, Vårt stolta arv, Stå vid starka och skydda                          |
| Natujenge taifa letu Ee, ndio wajibu wetu Kenya istahili heshima Tuungane mikono Pamoja kazini Kila siku tuwe na shukrani | Let all with one accord In common bond united, Build this our nation together, And the glory of Kenya, The fruit of our labour Fill every heart with thanksgiving        | Låt oss alla i enhet I gemensamma band enade, Bygga denna nation tillsammans, Och låt Kenyas ära, Vårt arbetes pris Fylla vart hjära med tacksägelse                                     |